# Esqueleto

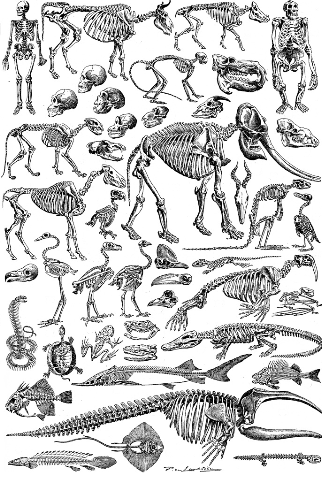
Esqueletos de distintas especies.

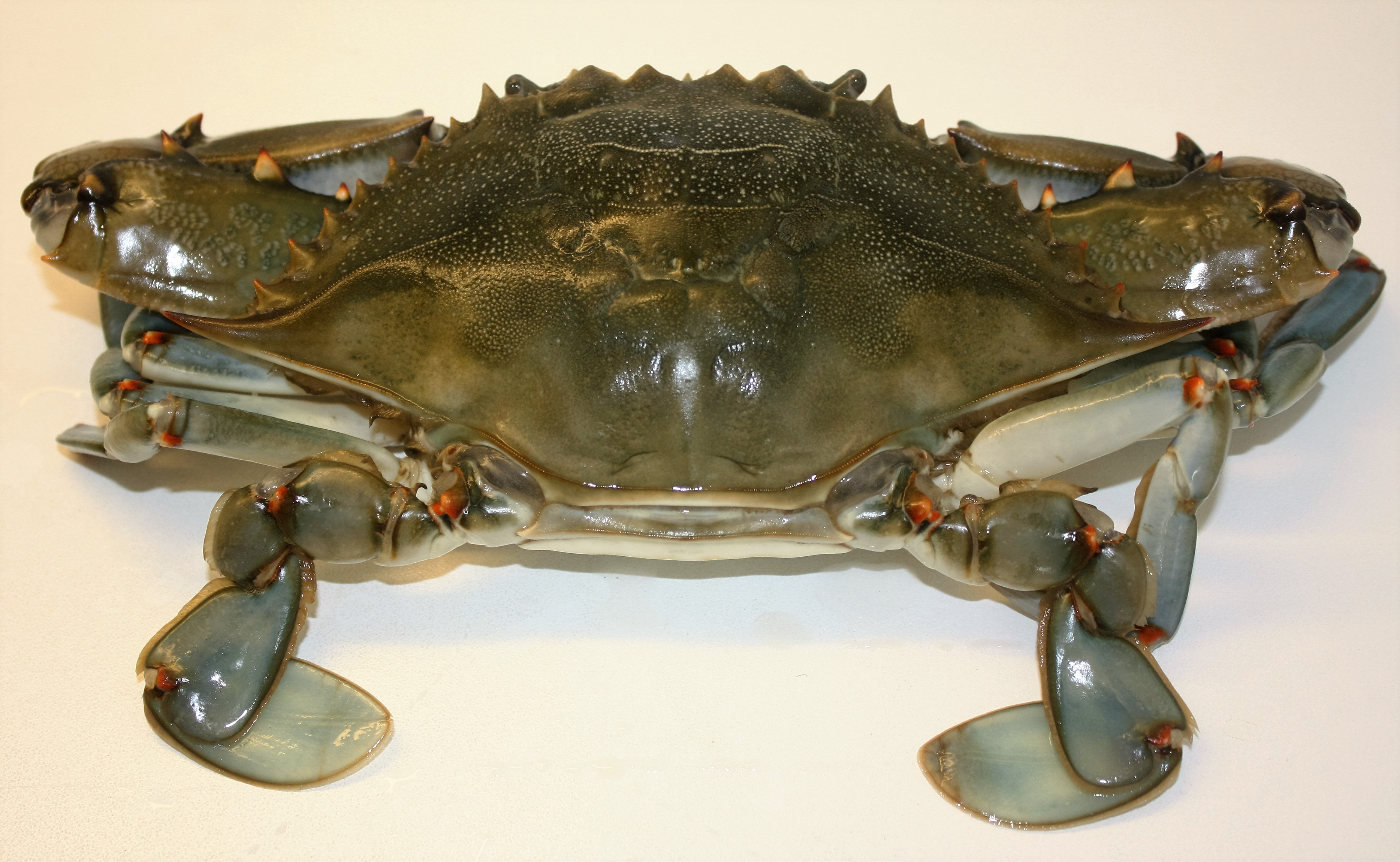
Exoesqueleto en un artrópodo.

En biología, el sistema esquelético o esqueleto es el sistema biológico de formaciones sólidas de origen mesodérmico (o equivalentes) que proporciona soporte, apoyo y protección a los tejidos blandos y músculos en los organismos vivos.
El esqueleto es una colección de huesos, tejido cartilaginoso y ligamentos que los fortalecen. El organismo con esqueleto más antiguo conocido hasta la fecha es la criatura parecida a una esponja Coronacollina acula que vivió en el fondo del océano frente a las costas del sur de Australia hace 550-560 millones de años. Exteriormente, se parecía a un dedal , del que irradiaban rayos rectos, que servía como esqueleto.

## Etimología
La palabra esqueleto proviene del latín esceletus  de sceleton, proveniente del griego σκελετov skeleton que significa 'disecado'.

## Concepto de esqueleto
El esqueleto es un conjunto de unidades sólidas separadas de tejido mesenquimal conectadas entre sí por tejido cartilaginoso u óseo. Realiza una serie de funciones de naturaleza biológica y mecánica y es una parte pasiva del aparato locomotor.

## Tipos y clasificación
Los esqueletos se pueden definir por varios atributos. Los esqueletos sólidos están compuestos de sustancias duras, como el hueso, el cartílago o la cutícula. Estos se pueden dividir a su vez por ubicación; los esqueletos internos son endoesqueletos y los esqueletos externos son exoesqueletos. Los esqueletos también se pueden definir por rigidez, donde los esqueletos flexibles son más elásticos que los esqueletos rígidos. Los esqueletos fluidos o hidrostáticos no tienen estructuras duras como los esqueletos sólidos, sino que funcionan mediante fluidos presurizados. Los esqueletos hidrostáticos son siempre internos.
Los sistemas esqueléticos se clasifican comúnmente en tres tipos:
- Externos o exoesqueleto
- Internos o endoesqueleto
- Esqueleto fluido o hidrostático

El exoesqueleto no siempre es considerado parte del sistema esquelético debido a su origen embrionario.

### Esqueleto interno o endoesqueleto
El endoesqueleto puede ser óseo o cartilaginoso; permite al cuerpo moverse, además de tener la función de dar forma al animal, permite la fijación de músculos, tendones y protege el sistema nervioso. En los vertebrados superiores, también protege la mayoría de los órganos vitales.

### Rigidez
Otra clasificación paralela de esqueleto radica por su grado de rigidez. Los esqueletos flexibles son capaces de moverse; por lo tanto, cuando se aplica estrés en la estructura esquelética, esta se deforma y luego recupera su forma original. Esta estructura esquelética se utiliza en algunos invertebrados, por ejemplo, en la bisagra de los caparazones de los bivalvos o en la mesoglea de los cnidarios como las medusas. Los esqueletos flexibles son beneficiosos porque solo se necesitan contracciones musculares para doblar el esqueleto; al relajarse los músculos, el esqueleto volverá a su forma original. El cartílago es uno de los materiales de los que puede estar compuesto un esqueleto flexible, pero la mayoría de los esqueletos flexibles están formados por una mezcla de proteínas, polisacáridos y agua. Para lograr una estructura o protección adicional, los esqueletos flexibles pueden estar sostenidos por esqueletos rígidos. Los organismos que tienen esqueletos flexibles suelen vivir en el agua, que sostiene la estructura corporal en ausencia de un esqueleto rígido.
Los esqueletos rígidos no son capaces de moverse cuando están estresados, creando un fuerte sistema de soporte más común en los animales terrestres. Este tipo de esqueleto utilizado por los animales que viven en el agua es más para protección (como las conchas de los percebes y los caracoles) o para animales de movimiento rápido que requieren un apoyo muscular adicional necesario para nadar en el agua. Los esqueletos rígidos están formados por materiales que incluyen quitina (en los artrópodos), compuestos de calcio como el carbonato de calcio (en los corales pétreos y los moluscos) y silicato (para las diatomeas y los radiolarios).

## Organismos con esqueletos

### Invertebrados

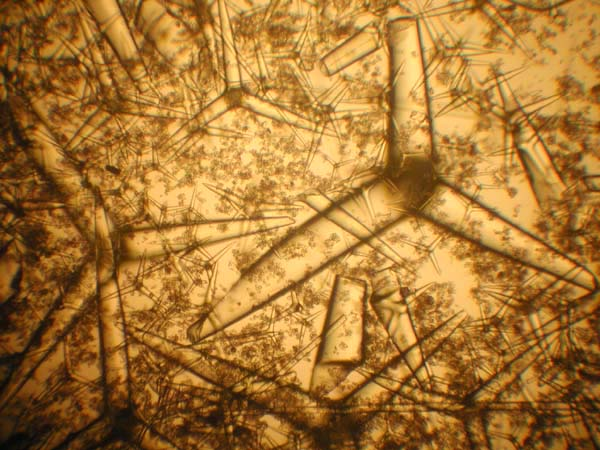
Espículas calcáreas, que forman el esqueleto de algunas esponjas.

Los endoesqueletos de los equinodermos y algunos de los otros invertebrados de cuerpo blando como las medusas y las lombrices de tierra se llaman hidrostáticos; una cavidad corporal, el celoma, esta rellena de un fluido celómico y la presión ejercida por este fluido actúa junto con los músculos de alrededor para cambiar la forma del organismo y producir movimiento.

#### Esponjas

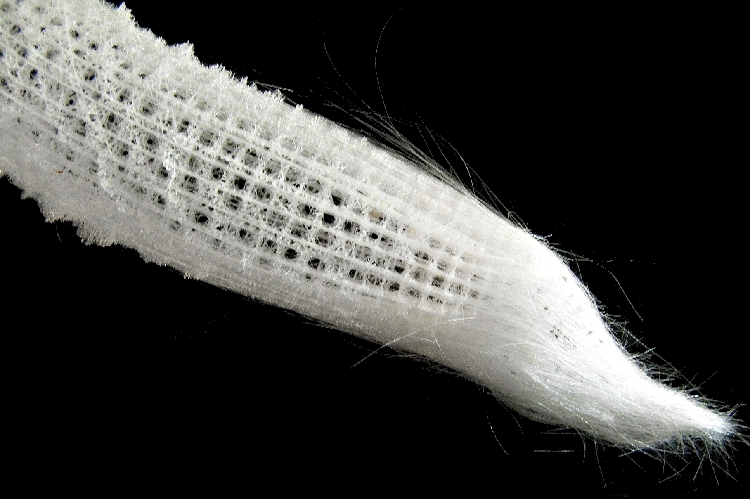
Esqueleto siliceo seco de la esponja Euplectella.

El esqueleto de las esponjas consiste en espículas microscópicas calcreas o silícicas. Las demosponjas comprenden el  90% de las especies de esponjas. Sus "esqueletos" están compuestos de  espículas que consisten en fibras de la proteína espongina, el mineral sílice, o ambos. Cuando hay  espículas de sílice, las esponjas tienen  una forma diferente de la de las esponjas Hexactinellida.

#### Equinodermos
El esqueleto de los equinodermos, que incluye, entre otras especies, a la estrella de mar, está compuesto por calcita y una pequeña cantidad de óxido de  magnesio. Se encuentra por debajo de la epidermis en el mesodermo y está en cúmulos de células formadoras de marcos. Esta estrcutura es porosa y firme y al mismo tiempo ligera. Esta estructura coalesce en pequeñas osículas calcáreas (placas óseas), que pueden crecer en todas direcciones  y de esa manera pueden reemplazar la pérdida de una parte del cuerpo. Las partes del esqueleto están conectadas por articulaciones y se mueven mediante músculos.

### Vertebrados

Morfología y esqueleto de Equus ferus caballus (el caballo común).

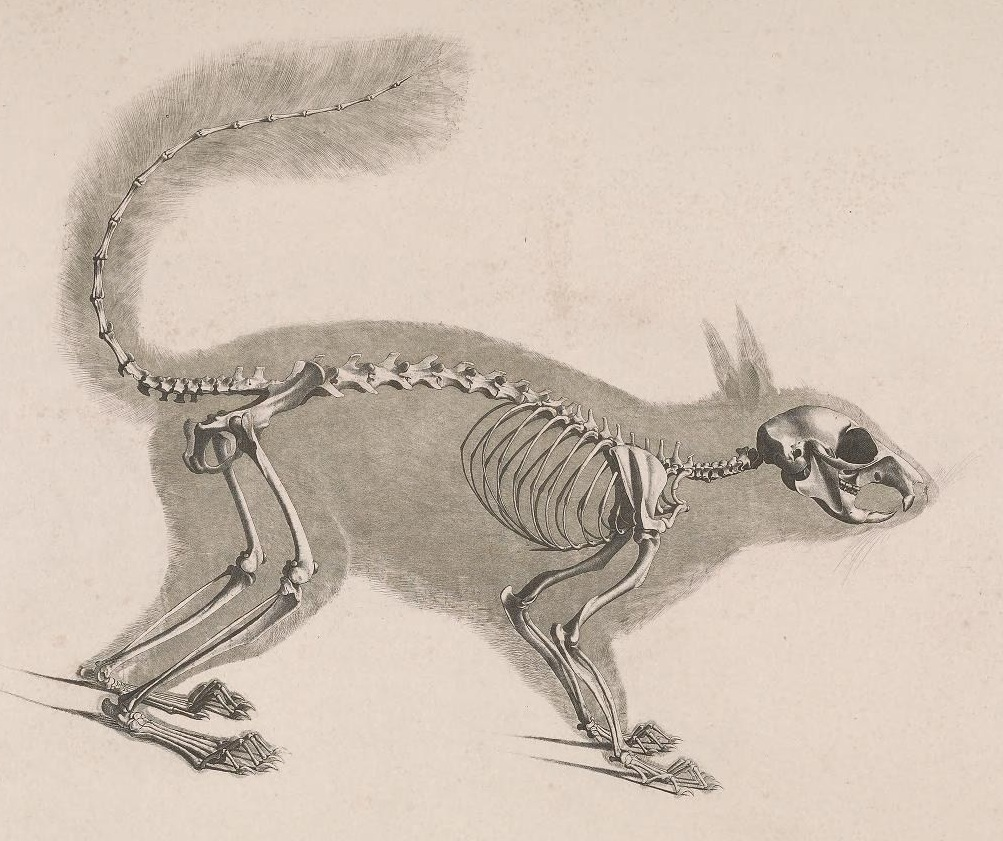
Endoesqueleto de un mamífero, una ardilla roja (Sciurus vulgaris).

Los vertebrados (Vertebrata) son un subfilo muy diverso de cordados que comprende a los animales con espina dorsal o columna vertebral, compuesta de vértebras. Incluye unas 72 327 especies actuales.
Los vertebrados han logrado adaptarse a diferentes ambientes, incluidos los más difíciles e inhóspitos. Aunque proceden inicialmente del medio dulceacuícola, una gran diversidad de formas evolucionó en el mar y más tarde, en el medio terrestre.

#### Partes del esqueleto de vertebrados

##### Hueso
Los huesos son órganos rígidos que forman el endoesqueleto de muchos animales, como los seres humanos. Poseen varias funciones: forman una estructura sólida para el sostenimiento del cuerpo, protegen órganos muy sensibles como el cerebro, hacen posible el movimiento al servir como lugar de inserción a los músculos y producen las células que forman parte de la sangre (hematopoyesis). El conjunto organizado de las piezas óseas (huesos) forma el esqueleto o sistema esquelético. Cada pieza cumple una función en particular y de conjunto en relación con las piezas próximas a las que está articulada.
En el hueso existen diferentes variedades de tejido. El principal es el tejido óseo, un tipo especializado de tejido conectivo firme, duro y resistente que está compuesto por células (osteocitos) y componentes extracelulares calcificados que le proporciona gran dureza. Los huesos poseen una cubierta superficial de tejido conectivo fibroso llamado periostio y presentan superficies articulares que están revestidas por tejido cartilaginoso. En el interior de los huesos se encuentra la médula ósea, formada por tejidos blandos que incluyen el tejido hematopoyético que produce las células de la sangre y tejido adiposo (grasa). Cuenta además con vasos sanguíneos y nervios que irrigan e inervan su estructura.
El hueso es un órgano vivo que contiene células y vasos sanguíneos que le aportan oxígeno y nutrientes. Se encuentra en constante proceso de remodelación, aumenta de tamaño tanto en longitud como en grosor durante la infancia y la adolescencia, y es capaz de autorregenerarse después de sufrir una fractura, proceso que se conoce como consolidación ósea. Responde a la acción de diferentes hormonas circulantes, como la calcitonina, la parathormona y la hormona del crecimiento.
La presencia de cristales de fosfato cálcico en la matriz extracelular y su disposición espacial otorgan al tejido óseo unas propiedades físicas especiales de dureza, resistencia, ligereza y cierta flexibilidad que lo hacen idóneo para cumplir su función estructural como sostén. Sin embargo, el hueso no es la sustancia de mayor dureza del organismo pues es superada por el esmalte dental.

##### Esqueleto craneal
El esqueleto cráneal es la estructura que protege al encéfalo y sostiene a las hendiduras faríngeas. El cráneo generalmente se divide en esplacnocráneo, la parte relacionada con sistema digestivo y respiratorio; y neurocráneo, la parte relacionada al sistema nervioso. El neurocráneo a su vez se divide en condrocráneo y dermatocráneo, de acuerdo a su origen embrionario, aunque algunos textos utilizan condrócráneo y neurocráneo como sinónimos.

##### Esqueleto postcraneal

###### Esqueleto axial
Constituye el eje corporal de los vertebrados. Algunas clasificaciones incluyen al cráneo dentro del esqueleto axial. En algún momento está compuesto por la notocorda, aunque en la mayoría de los vértebrados la notocorda es reemplazada en el desarrollo por vértebras, ya sean cartílaginosas u óseas.

###### Esqueleto apendicular
Compuesto por las cinturas (cintura escapular y cintura pélvica)y las extremidades.

#### Peces
El  esqueleto, que forma la estructura de soporte dentro del pez, está hecho o bien de  cartílago, en el caso de los peces condrictios, o bien de huesos, en el caso de los peces osteíctios. El elemento principal del esqueleto es la columna vertebral, compuesta por vértebras que se articulan que son ligeras y sin embargo fuertes. Las costillas se anclan en la espina y no hay miembros o anillos. Solamente están soportadas por los músculos. Las características externas de los peces, las aletas, están compuestas o bien de espinas óseas o blandas llamadas radios, las cuales, a excepción de la aleta caudal (aleta de cola), no tienen conexión directa con la espina. Estas espinas están soportadas por los músculos que componen la parte principal del tronco.

##### Esqueleto de los peces
La espina dorsal del pez consta de vértebras separadas, no fusionadas en ninguna sección. Las vértebras de los peces son anficélicas (es decir, sus dos superficies terminales son cóncavas), entre las vértebras hay una capa cartilaginosa; el arco neural sobre el cuerpo vertebral protege la médula espinal. En la región troncal, las vértebras poseen procesos costales (basiapófisis) a los que articulan las costillas. En la región caudal de la columna, además del arco neural, hay un arco hemal que se adhiere a la vértebra desde abajo y protege el gran vaso sanguíneo que rodea. En los lados derecho e izquierdo de la columna, hay una membrana de tejido conectivo llamada tabique horizontal (tabique) que divide los músculos del cuerpo del pez en partes dorsal (superior) y ventral (inferior). El cráneo de los peces actinopterigios contiene más de 40 elementos óseos que pueden moverse de forma independiente, teniendo una enorme cinesis craneal. Esto permite estirar las mandíbulas, empujar las mandíbulas hacia los lados, bajar el aparato branquial y el piso de la cavidad bucal.

#### Aves

Esqueleto de ave.

El esqueleto de las aves esta altamente adaptado para el vuelo. Es extremadamente ligero gracias a la neumatización y la fusión de numerosas huesos. A causa de esto, las aves tienen en general un menor número de huesos que otros vertebrados terrestres. Las aves tampoco tienen dientes y tampoco una verdadera mandíbula, que ha evolucionado a un pico, mucho más ligero. Los picos de muchos polluelos de aves tienen una proyección llamada diente de huevo, que facilita su salida del huevo amniótico.

##### Esqueleto de las aves

Esqueleto de ave por el ejemplo de la paloma. 1 - cráneo, 2 - vértebras cervicales, 3 - horquilla, 4 - apófisis del pico, 5 - apófisis de las costillas en forma de gancho, 6 - quilla, 7 - rótula, 8 - yunque, 9 - dedos, 10 - tibia (tibiotarso), 11 - peroné (tibiotarso) 12 - fémur, 13 - hueso ciático 14 - hueso púbico, 15 - hueso ilíaco, 16 - vértebras caudales 17 - pigostilo, 18 - sacro compuesto, 19 - escápula, 20 - vértebras lumbares, 21 - húmero, 22 - cúbito, 23 - radio, 24 - muñecas, 25 - mano, 26 - dedos, 27 - ala.

La estructura del esqueleto de las aves muestra claramente rasgos adaptativos asociados al vuelo como principal medio de movimiento, en algunos casos en especies especializadas, con adaptaciones modificadas para bucear, nadar, correr horizontalmente o trepar por troncos o ramas de árboles, rocas y otras superficies verticales. El esqueleto de las aves está muy simplificado y consta de huesos ligeros y fuertes. Algunos huesos tienen cavidades llenas de aire, llamadas "neumáticas", asociadas a los órganos respiratorios[6].
Los huesos del cráneo están fusionados y no tienen suturas craneales. Las cuencas oculares son grandes y están separadas entre sí por un tabique óseo. El cráneo está unido a la columna vertebral por un solo cóndilo occipital, la mandíbula inferior está unida al cráneo por medio de un hueso cuadrado que desempeña el papel de colgante. Una característica muy importante del cráneo del ave es la movilidad de la epiglotis, que mejora la fuerza de mordida y aumenta el tamaño de la faringe, y el paladar móvil ayuda a empujar el bulto de comida hacia el esófago. La base de la epiglotis en muchas aves está cubierta de cera. La forma y la longitud del pico, las peculiaridades de su cubierta córnea, la naturaleza de la movilidad, el tamaño de la apertura de la boca en diferentes aves varían en un amplio rango, reflejando la especialización alimentaria de las especies.
La columna vertebral se divide en las partes cervical, torácica, lumbar y caudal. Todas las divisiones de la columna vertebral, excepto la cervical, se caracterizan por la fusión de muchas vértebras entre sí. Esta peculiaridad de la columna vertebral hace que el cuerpo de las aves sea inmóvil, lo que es muy importante para el vuelo. El cuello largo y móvil es característico de las aves. Está formado por 11-25 vértebras cervicales. La columna cervical es muy larga y muy flexible, pero la movilidad está muy reducida en la columna torácica y completamente ausente en la columna lumbar. La columna cervical puede tener un número variable de vértebras (9-25). Aparte del atlas y el epistrofio, todas las demás vértebras cervicales de las aves son heteróclitas y tienen superficies articulares en forma de silla de montar. Esto proporciona una movilidad relativa en los planos horizontal y vertical, pero no alrededor del eje. La rotación de la cabeza en torno a su eje viene dada por la estructura especial de la primera (atlante) y la segunda (epistrofio) vértebras cervicales. La región torácica tiene de 3 a 10 vértebras, que en la mayoría de las aves se fusionan para formar el hueso dorsal. Todas las vértebras lumbares, sacras y parte de las caudales, junto con la pelvis, se fusionan para formar un único hueso llamado sacro compuesto. El número de vértebras caudales libres oscila entre 5 y 9. Las últimas vértebras caudales forman el hueso cóccix (pigostilo). Las costillas constan de dos partes, la vertebral y la esternal. En las aves (excepto en los Palamedidae), las costillas están equipadas con procesos en forma de gancho a los que se unen los músculos intercostales. El esternón de las aves voladoras y de los pingüinos tiene una quilla a la que se adhieren los poderosos músculos de vuelo fuertemente desarrollados (subclavia y grandes músculos pectorales); no hay quilla en las aves huidizas (avestruces, casuares y otras). La cintura escapular está formada por poderosos huesos coracoides alargados, clavículas fusionadas (horquillas) y largas y estrechas escápulas que se sitúan por encima de las costillas. Los huesos del metacarpo y algunos huesos de la muñeca se fusionan en una única formación, la hebilla. Sólo quedan libres los dos huesos proximales de la muñeca.
En las aves, las extremidades anteriores han evolucionado hasta convertirse en alas, que constan de un húmero bien desarrollado, un radio recto y más fino y un cúbito curvado y más grueso, y la mano, en la que se han reducido varios huesos y algunos están fusionados. El metacarpo de la mano son dos huesos unidos por sus extremos para formar una "hebilla". Se conservan los rudimentos de los tres primeros dedos, de los cuales el segundo es el más desarrollado. Como resultado de estos cambios, la extremidad anterior perdió la capacidad de moverse en el suelo.
La pelvis de las aves es abierta: los huesos del pubis y del ciático no están unidos por sus extremos a los huesos correspondientes del lado opuesto inferior, sólo las avestruces tienen una articulación del pubis, lo que les permite poner huevos grandes. La gran superficie de los huesos de la pelvis y su fuerte conexión con el esqueleto axial crean un soporte para las extremidades traseras, proporcionando un lugar para la fijación de la poderosa musculatura. La cabeza redondeada del fémur, relativamente corta, entra en el acetábulo de la cintura pélvica casi en ángulo recto con respecto a su eje, lo que proporciona una posición relativamente vertical al miembro posterior. La articulación de la rodilla está cubierta por delante por la rótula, que está especialmente bien desarrollada en las aves buceadoras. La tibia se fusiona con los huesos proximales del tarso (calcáneo y astrágalo) en un único hueso, el hueso tibio-tarso (tibiotarsiano). La tibia está reducida. Los huesos distales del tarso y todos los huesos metatarsianos se fusionan en una única formación ósea, la cadena del tarso, que crea una articulación adicional en el pie. El tarso es especialmente alargado en las aves acuáticas (limícolas, luciopercas, grullas)[8]. Los dedos suelen ser cuatro y la falange suele ser 2-3-4-5. La gran mayoría de las aves tienen cuatro dedos desarrollados: el primero está dirigido hacia atrás, los otros tres hacia delante. Los dedos suelen ser muy móviles y son capaces de realizar una gran variedad de movimientos: agarrar, coger ramitas, arañar, etc. En los búhos, los escarabajos del plátano, las águilas pescadoras y algunos otros, el segundo dedo puede dirigirse arbitrariamente hacia delante o hacia atrás. En varias aves arborícolas (loros, cucos, pájaros carpinteros), dos dedos están hacia delante, dos (el primero y el cuarto) están hacia atrás. La longitud de los dedos y el desarrollo de las garras están determinados por la especialización ecológica. En las aves semiacuáticas, los dedos largos permiten desplazarse por terrenos viscosos; en las aves terrestres, los dedos se acortan y engrosan, y el dedo trasero desaparece o se conserva de forma muy reducida. Hay protuberancias transversales en la parte plantar del flexor profundo de los dedos. Esto asegura que el tendón esté firmemente fijado; cuando el pájaro está dormido, los dedos agarran la rama con firmeza incluso cuando los músculos están relajados. La última falange de cada dedo está cubierta por una garra bien desarrollada. Las garras le sirven de apoyo al caminar, le ayudan a trepar, a limpiar el plumaje y a construir el nido. Varias especies utilizan sus garras para sujetar o matar a sus presas.

#### Mamíferos marinos

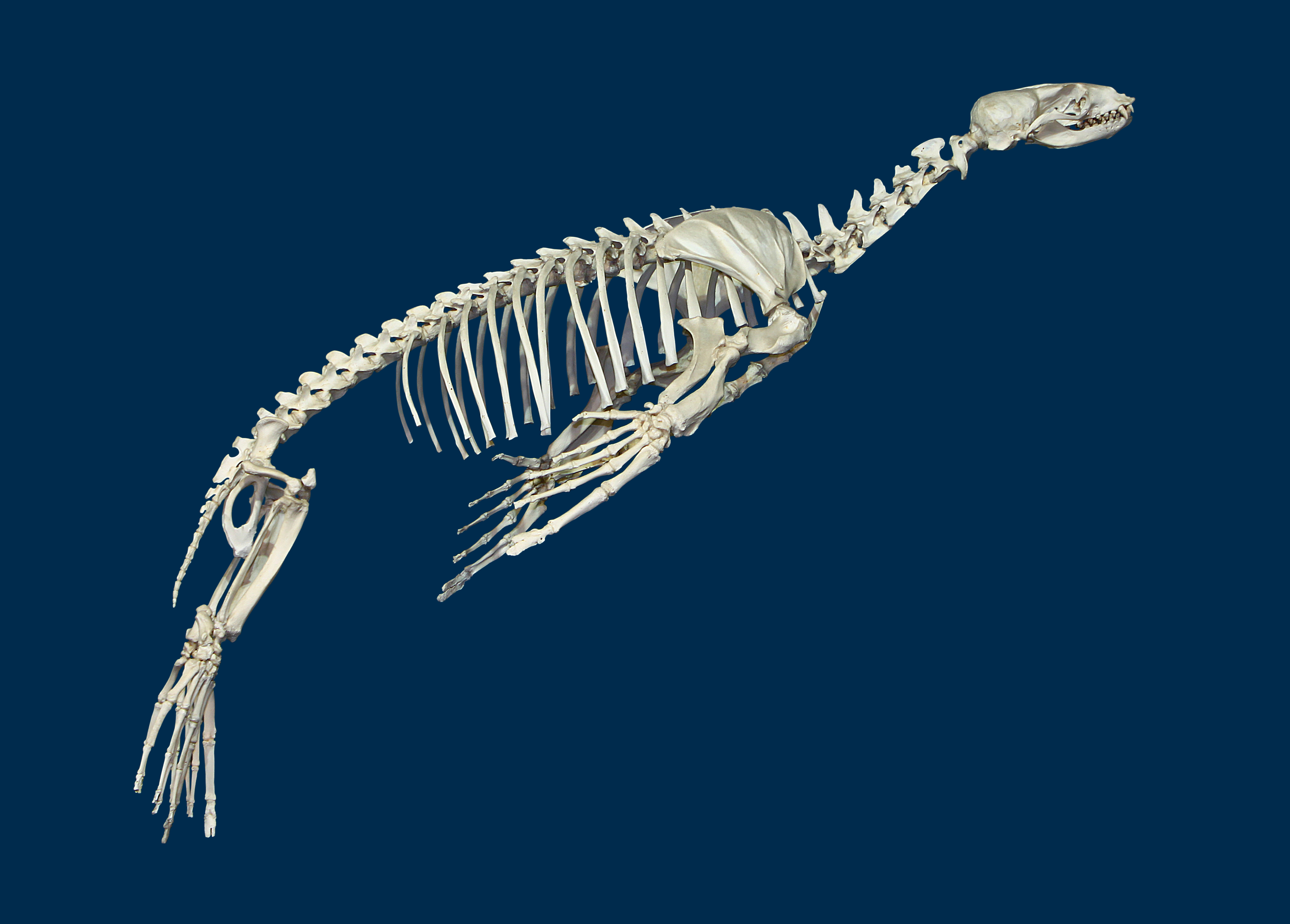
Esqueleto de león marino de California.

Para facilitar el movimiento de los mamíferos marinos en el agua, las extremidades posteriores o bien se han perdido completamente, como en el caso de las ballenas y  los manatís, o bien se han unido en una aleta de cola única como en el caso de los pinnípedos (focas). En la ballena, las vértebras cervicales se han fusionado, una adaptación que ha cambiado pérdida de flexibilidad por estabilidad durante la natación.

#### Esqueleto humano

##### Enfermedades y dolencias
El esqueleto humano puede sufrir diversas enfermedades; algunas de las más habituales son la osteoporosis y la artrosis. Aquí se enumeran algunas enfermedades y accidentes que afectan al sistema esquelético:
- Fracturas
- Osteomielitis : Infección de la médula ósea y del tejido óseo contiguo.
- Osteonecrosis o necrosis ósea: Muerte de las células de una parte o de todo un hueso.
- Cáncer óseo primario
- Osteosarcoma : El sarcoma es el nombre genérico que reciben los tumores malignos del tejido conjuntivo y de sostén, así osteosarcoma se refiere a los tumores malignos del tejido óseo.
- Osteomalacia : Reblandecimiento del tejido óseo, provocado por una deficiente calcificación, se manifiesta por fragilidad, flexibilidad y deformidad de los huesos y por fuertes dolores.
- Raquitismo : Afección propia del bebé lactante, se caracteriza por una distrofia ósea debida a una defectuosa mineralización del hueso.
- Osteoporosis : Afección caracterizada por un adelgazamiento de las trabéculas y de la membrana cortical de los huesos, con ensanchamiento de los espacios medulares.
- Osteopetrosis : literalmente huesos de piedra , rara enfermedad congénita en la que los huesos son demasiado densos .
- Osteogénesis imperfecta : Enfermedad hereditaria caracterizada por una formación defectuosa de la matriz ósea, lo que conlleva una gran fragilidad de los huesos.
- Acromegalia : Enfermedad originada por la existencia de un tumor hipofisario productor del hormona del crecimiento , que ha aparecido en la edad adulta. Se caracteriza generalmente por un crecimiento de las manos, los pies, la mandíbula y, en general, de todas las partes distales.
- Acondroplasia : Defecto congénito. Es caracterizada por una falta de crecimiento de los huesos en longitud junto con un engrosamiento perióstico; produce un enanismo que afecta solamente las cuatro extremidades.
- Enanismo:
- Saturnismo y toxicidad de metales pesados: el saturnismo es la intoxicación aguda o crónica por plomo . Estas intoxicaciones afectan en gramo medida al tejido óseo.
- Siringomielia : Afección de la médula espinal caracterizada anatómicamente para la formación de cavidades en el interior de ésta.
- Escoliosis : Desviación lateral del raquis, que adopta una forma sinuosa.

## Usos en taxonomía

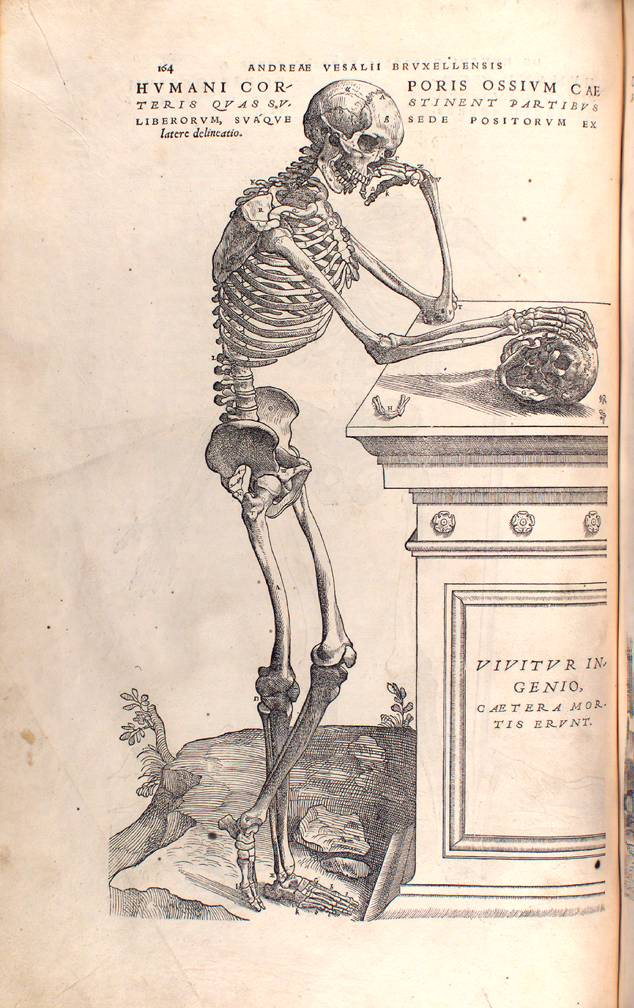
Imagen de un esqueleto humano en una obra del llamado padre de la anatomia, Andrés Vesalio.

Las diferentes clasificaciones científicas de especies han utilizado históricamente las particularidades diferentes de los esqueletos para clasificar las especies.

## Usos en arqueología
Los huesos del esqueleto son uno de los únicos tejidos que tienen una larga conservación en un amplio rango de condiciones físicas y químicas.

## Otros usos
En el pasado se utilizaron los esqueletos para enseñar anatomía, pero en la actualidad los esqueletos humanos no se pueden utilizar en las universidades y centros de investigación. La India era uno de los más prolíficos proveedores de esqueletos antes de que su gobierno prohibiese la exportación en 1985. Como en otros campos, hay un mercado negro que las autoridades de varios países intentan parar. Grupos bien organizados gestionan redes internacionales. A pesar de un desmantelamiento muy grande en 2001, parece que este tipo de comercio muy lucrativo todavía existe.

## Cartílago
El cartílago es un tejido conectivo esquelético compuesto por células especializadas llamadas condrocitos que forman una matriz extracelular. Esta matriz está compuesta típicamente por fibras de colágeno de tipo II, proteoglicanos y agua. Existen muchos tipos de cartílago, entre ellos el cartílago elástico, el cartílago hialino, el fibrocartílago y el cartílago lipohialino. A diferencia de otros tejidos conectivos, el cartílago no contiene vasos sanguíneos. Los condrocitos se irrigan por difusión, ayudados por la acción de bombeo generada por la compresión del cartílago articular o la flexión del cartílago elástico. Por ello, en comparación con otros tejidos conectivos, el cartílago crece y se repara más lentamente.

## En la cultura popular
En la cultura occidental, el esqueleto se considera a menudo como símbolo de miedo, de la muerte y lo paranormal. Es un motivo popular en la fiesta de Halloween, así como el Día de los Muertos.[cita requerida]

## Galería de imágenes

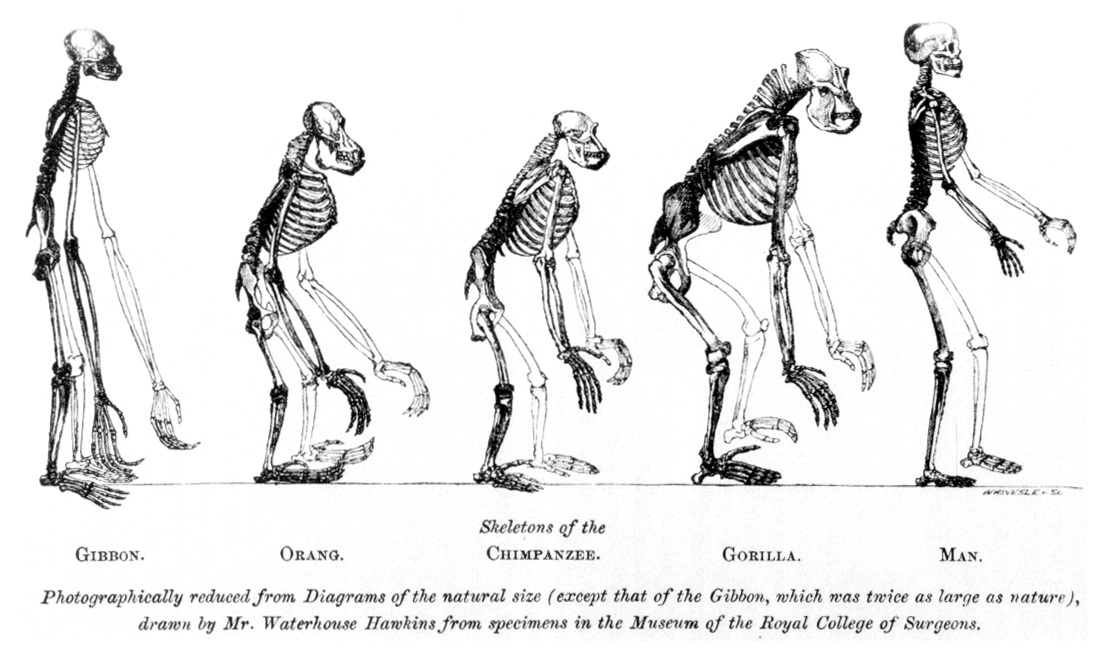
Imagen del libro de Thomas Huxley de 1863 Evidence as to Man's Place in Nature, la famosa comparación entre los esqueletos de monos y humanos.

## Bibliofía
- Balaban, Naomi (2008). The Handy Anatomy Answer Book. Visible Ink Press. ISBN 978-1-57859-190-9.
- Barnes, Edward E.; Fox, Richard S.; Barnes, Robert D. (2003). Invertebrate zoology : a functional evolutionary approach (7. edición). Belmont, Calif. [u.a.]: Thomson, Brooks/Cole. ISBN 0-03-025982-7.
- Forbes, R. M.; Mitchell, H. H.; Cooper, A. R. (1956). «Further studies on the gross composition and mineral elements of the adult human body». Journal of Biological Chemistry (American Society for Biochemistry and Molecular Biology) 223 (2): 969-975. PMID 13385244. doi:10.1016/S0021-9258(18)65095-1.
- Mish, Frederick C., ed. (2003). Merriam-Webster's Collegiate Dictionary (11th edición). Merriam-Webster. ISBN 978-0-87779-807-1.
- Nasoori, Alireza (2020). «Formation, structure, and function of extra‐skeletal bones in mammals». Biological Reviews (Cambridge Philosophical Society) 95 (4): 986-1019. PMID 32338826. S2CID 216556342. doi:10.1111/brv.12597.
- Pechenik, Jan A. (2015). Biology of the Invertebrates (7th edición). McGraw-Hill Education. ISBN 978-0-07-352418-4.
- Reynolds, William W.; Karlotski, William J. (1977). «The Allometric Relationship of Skeleton Weight to Body Weight in Teleost Fishes: A Preliminary Comparison with Birds and Mammals». Copeia (American Society of Ichthyologists and Herpetologists) 1977 (1): 160-163. JSTOR 1443520. doi:10.2307/1443520.
- Ruppert, Edward E.; Fox, Richard S.; Barnes, Robert D. (2003). Invertebrate Zoology (7th edición). Thomson, Brooks/Cole. ISBN 978-0-03-025982-1. (requiere registro).
- Stein, Lisa (2007). Body: The Complete Human. National Geographic Society. ISBN 978-1-4262-0128-8. (requiere registro).
- Tözeren, Aydın (2000). Human Body Dynamics: Classical Mechanics and Human Movement. Springer. ISBN 0-387-98801-7.